# Alarico II

Reino Visigótico sob Alarico II

Alarico II foi o oitavo rei dos Visigodos, sucedeu ao seu pai Eurico a 485 e reinou até 507. Casou-se com Teodegoda, filha do primeiro casamento do rei ostrogótico Teodorico, o Grande (r. 474–526).
Em 486, Alarico II negou refúgio a Siágrio, governante romano do chamado Domínio de Soissons (último reduto do Império Romano do Ocidente) derrotado por Clodoveu I. Alarmado pelas intimidações de Clodoveu, Alarico o remeteu ao nobre romano, que foi decapitado.
Morreu na batalha de Vouillé em 507, na qual os visigodos enfrentaram as tropas do rei franco Clodoveu I. A derrota dos visigodos nesta batalha marcou o desaparecimento do reino de Tolosa, pois suas possessões gaulesas, exceto a Gália Narbonense, se perderam.
Sucedeu-lhe seu filho Gesaleico, o qual tentou a recuperação dos restos do reino de Tolosa até a Hispânia.
Alarico II elaborou um Código de leis para seus súditos "romanos", conhecido como Breviário de Alarico (506), fundado no velho direito romano. Este não se aplicava aos godos, que se regiam pelo direito consuetudinário do povo visigodo (recompilado no ano 475 pelo rei Eurico no Codex Euricianus (Código de Eurico), diferenciando-se assim os godos vencedores dos vencidos hispano-romanos.
No mesmo ano permitiu aos bispos católicos da Gália que se reunissem em um Concílio em Ágata (Agde) na Gália Narbonense.